# Saintines
Saintines település Franciaországban, Oise megyében. Lakosainak száma 1062 fő (2022. január 1.). Saintines Saint-Sauveur, Béthisy-Saint-Pierre, Néry, Saint-Vaast-de-Longmont és Verberie községekkel határos.

## Népesség
A település népessége az elmúlt években az alábbi módon változott:
| Lakosok száma | 993  | 1034 | 1073 | 1077 | 1069 | 1080 | 1074 | 1064 | 1062 |
|               | 2013 | 2015 | 2016 | 2017 | 2018 | 2019 | 2020 | 2021 | 2022 |